# Етыяха
Етыяха (устар. Еты-Яха) — река в России, протекает по Ямало-Ненецкому АО. Устье реки находится в 175 км по левому берегу реки Етыпур. Длина реки составляет 49 км.

## Притоки
- 3 км: Ячуйяха (пр)
- 20 км: Пыричинъяха (лв)
- Хармеръеты (лв)

## Данные водного реестра
По данным государственного водного реестра России относится к Нижнеобскому бассейновому округу, водохозяйственный участок реки — Пур. Речной бассейн реки — Пур.
Код объекта в государственном водном реестре — 15040000112115300057220.